# Parachiton fornix
Parachiton fornix är en blötdjursart som först beskrevs av Kaas och Van Belle 1985.  Parachiton fornix ingår i släktet Parachiton och familjen Leptochitonidae.
Artens utbredningsområde är Papua Nya Guinea. Inga underarter finns listade i Catalogue of Life.